# Вистицкий, Семён Степанович
Семён Степанович Вистицкий (1764—1836) — генерал-майор; автор одного из первых учебников по тактике.
Происходил из дворян Смоленской губернии; родовое имение Вистицких находилось в селе Елисеенки — рядом с Дорогобужем.
В 1775 году сержантом начал службу в лейб-гвардии Измайловском полку; через 10 лет капитаном выпущен в Киевский гренадерский полк. Выполнил несколько картографических работ, в числе которых «карта соседственных земель с южной частью Российской Империи» (1786).
В 1789 году был зачислен в Генеральный штаб с чином секунд-майора. В 1791 году, помимо «карты Пруссии…» им была издана «Тактика, касающаяся до правильного устроения всех движений сухопутных войск при сражениях и повсюду», про которую Н. П. Глиноецкий писал: «… в нем встречаются положения, совершенно не соответствующие тем началам, которые были уже усвоены русскими войсками того времени, благодаря Румянцеву и Суворову».
В 1797 году, вместе с братом Михаилом Степановичем, был зачислен в Свиту его императорского величества по квартирмейстерской части.
С начала 1813 года, после смерти генерала Н. П. Лебедева возглавил Смоленское ополчение.
Похоронен в родовой усыпальнице на территории Болдина монастыря Дорогобужского уезда.